# Salix subopposita
Salix subopposita är en videväxtart som beskrevs av Friedrich Anton Wilhelm Miquel. Salix subopposita ingår i släktet viden, och familjen videväxter. Inga underarter finns listade i Catalogue of Life.